# Robert L. Letsinger
Robert Lewis Letsinger (* 31. Juli 1921 in Bloomfield, Indiana; † 26. Mai 2014 in Seattle, Washington) war ein US-amerikanischer Chemiker.

## Leben
Letsinger erwarb 1943 einen Bachelor und 1945 bei Avery Adrian Morton mit der Arbeit A study of the action of organoalkali metal compounds on butadiene einen Ph.D., beides am Massachusetts Institute of Technology in Cambridge, Massachusetts. Seit 1946 gehörte er zum Lehrkörper der Northwestern University in Evanston, Illinois, zuletzt als emeritierter Clare Hamilton Hall Professor.
Letsinger war mit Dorothy Thompson (1922–2010) verheiratet, das Paar hatte zwei Kinder.

## Wirken

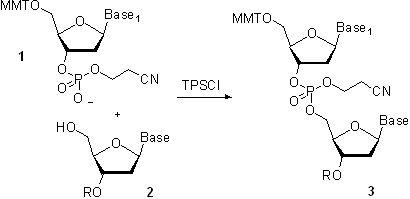
Oligonukleotid-Verknüpfung mit der Phosphorsäuretriester-Methode.
MMT = -CPh_{2}(4-MeOC_{6}H_{4}).

In den 1960er Jahren entwickelte die Arbeitsgruppe um Letsinger Methoden zu Festphasensynthese von Oligonukleotiden, darunter die Phosphorsäuretriester-Methode und die Phosphoramidit-Synthese. Er legte damit die Grundlagen für die effiziente automatisierte Synthese von Genfragmenten und damit die rasche Entwicklung der Molekularbiologie.
Spätere Arbeiten Letsingers befassten sich mit Nanotechnologie und ihrer Anwendung in der DNA-Diagnostik. Letsinger gehörte im Jahr 2000 zu den Gründern des Biotechnologie-Unternehmens Nanosphere Inc. mit Sitz in Northbrook, Illinois.

## Auszeichnungen (Auswahl)
- 1956 Guggenheim Fellowship[8]
- 1985 Rosenstiel Award[9]
- 1986 Mitglied der National Academy of Sciences[10]
- 1988 Mitglied der American Academy of Arts and Sciences[11]
- 1993 Arthur C. Cope Scholar Awards der American Chemical Society[12]